# Szüdi János (jogász)
Szüdi János (Újpest, 1949. szeptember 8. – 2020. április 7.) magyar jogász, oktatáspolitikus, több kormány mellett államtitkár.  

## Életpályája
Középiskolai tanulmányait a budapesti József Attila Gimnáziumban végezte. 1973-ban szerzett jogi diplomát az Eötvös Loránd Tudományegyetem Állam- és Jogtudományi Karán. Dolgozott a Belügyminisztérium Tűzoltóság Országos Parancsnokságán, majd a Pénzügyminisztérium Szervezési és Ügyvitelgépesítési Intézet jogügyi előadója volt. 1977 és 1985 között a Ceglédi városi Tanács VB. osztályvezetőjeként dolgozott. 1985 óta a Művelődési és Közoktatási Minisztérium, majd az Oktatási Minisztérium munkatársa volt, ahol a közoktatás és szakképzés jogi szabályozásával foglalkozott, 1996 óta főosztályvezetőként, 2002-től közigazgatási államtitkárként, majd 2006 és 2009 között szak-államtitkáraként. 2009 áprilisától az Oktatási és Kulturális Minisztérium szak-államtitkára volt.
Jelentős részt vállalt mind az 1985-ben elfogadott oktatási törvény, mind az 1993-ban elfogadott közoktatási törvény, valamint a 2005-ben elfogadott felsőoktatásról szóló törvény kidolgozásában. 
2010 után a Pedagógusok Szakszervezetét és az oktatásügyért dolgozó szakmai szervezetek munkáját segítette. 2018-ban a Demokratikus Koalíció jelöltjeként indult Cegléden. 2018 óta a DK parlamenti frakciójának munkáját segítette.
A közoktatási intézmények részére jogi információkat szolgáltató Iskolaszolga című kiadvány alapító szerzője és szerkesztője volt 1990 óta.

## Családja
Nős, felesége Tóth Ildikó dr. orvos. Gyermekeik János (1975) és Gábor (1982)

## Kutatási területe
Közoktatás szakképzés terén az alkotmányos jogok érvényesülése, a központi és a helyi irányítás rendszere, egymáshoz való viszonya, az intézmény irányítás, az intézményi önállóság, az önkormányzatiság, a foglalkoztatás kérdései.

## Fontosabb publikációi
- Kézikönyv a testi, érzékszervi, az értelmi és a beszédfogyatékos gyermekek óvodai nevelésével, iskolai nevelésével, oktatásával kapcsolatos eljáráshoz, MM, 1989
- Az iskolarendszeren kívüli oktatás, KJK, 1991
- Közszolgáltatások szervezésének időszerű jogalkotási és jogalkalmazási kérdései. A közoktatás helyzete az önkormányzati rendszerben (társszerző), Szervezés-módszertani Bt., 1991
- Közoktatási törvény kézikönyve, OKKER, 1994
- Közalkalmazottak a közoktatási intézményekben (társszerző), KJK, 1994
- Közoktatás-igazgatás, OKKER, 1996
- Közalkalmazottak kézikönyve; Irányítás, szakmai önállóság, pedagógiai programok (NAT-TAN, társszerző), OKI, 1997
- Pedagógiai Lexikon (társszerző), Keraban Kiadó, 1997
- Foglalkoztatás a közoktatási intézményekben, OKKER, 1997
- Igazgatás, szervezés, vezetés a közoktatási intézményekben, OKKER, 1998
- A nem önkormányzati intézmények alapítása, OKKER, 1997
- Tervezés, gazdálkodás a közoktatás rendszerben (társszerző), OKKER, 1999
- Szüdi János–Varga Mária Beáta: Közalkalmazottak a közoktatási intézményekben; HVG-ORAC, Budapest, 1999 (Munkajogi füzetek sorozat)
- A nem önkormányzati közoktatási intézmények alapítása. Jogszabályi mellékletekkel és a nevelési-oktatási intézményekben kötelező eszközök és felszerelések jegyzékével; 3. átdolg., bőv. kiad.; OKKER, Budapest, 2001
- A gyermek mindenek felett álló érdeke; OKKER Rt., Budapest, 2004
- Az oktatás nagy kézikönyve; szerk. Szüdi János; CompLex, Budapest, 2006 (Meritum)
- Szakszerűség és hatékonyság a közoktatásban; CompLex, Budapest, 2008 + CD-ROM
- Az oktatás nagy kézikönyve. Kiegészítő füzet; szerk. Szüdi János; CompLex, Budapest, 2008
- Közoktatás és hatalom; Iskolaszolga Kft., Budapest, 2009
- Pedagógus, gyermek, szülő; Complex, Budapest, 2010
- Kommentár a köznevelési törvényhez. Kommentár a nemzeti köznevelésről szóló 2012. évi CXC. törvényhez; Complex, Budapest, 2012
- ...Mert vétkesek közt cinkos aki néma; Wesley János Lelkészképző Főiskola, Budapest, 2013
- Jöjj el napfény; Wesley, Budapest, 2015
- A rontás virágai; Wesley, Budapest, 2017
- A szabadság ára; Új Köztársaságért Alapítvány, Budapest, 2019

## Díjai, elismerései
- Arany Katedra Emlékplakett, 1993
- Magyar Köztársasági Érdemrend Tisztikeresztje, 1998